# Rial iraniano
O rial (ریال em persa; código ISO 4217: IRR), oficialmente rial iraniano, é a moeda oficial do Irã. Divide-se em 100 dinares, embora estes não sejam mais usados sequer em contabilidade, devido ao baixo valor nominal do rial.
Uma proposta foi acordada pela Parlamento Iraniano para deixar cair um zero no final do número, substituindo o rial por uma nova moeda chamada toman, o nome de uma moeda iraniana anterior, à taxa de 1 toman = 10.000 rials.

## História
O rial foi instituído em 1798, valendo 1 250 dinares ou um-oitavo de um toman. Em 1825, deixou de ser emitido para dar lugar ao kran de 1–000 dinares (um-décimo de um toman). O rial substituiu o kran em 1932, mas foi dividido em 100 (novos) dinares.
Circulam moedas de 50, 100, 250 e 500 riais. As de 5 e 10 riais ainda são de circulação obrigatória, mas já não são emitidas. As cédulas são de 100, 200, 500, 1 000, 2 000, 5 000, 10 000, 20 000,50 000 e 1 000 000 riais. No entanto, na prática, o povo iraniano não negocia em rial, mas sim em toman, que, embora na teoria seja a mesma moeda, é utilizado considerando-se o valor com alguns zeros a menos (inclusive os preços no comércio popular costumam ser indicados em toman, não em rial). Em 2019, houve uma proposta do governo em oficializar esta pratica, promovendo o corte de quatro zeros dos valores de face das cédulas, numa tentativa de controle da desvalorização.
De fato, nos últimos anos a moeda iraniana tem sofrido severa desvalorização, em grande parte devido as dificuldades econômicas que o país enfrenta devido a embargos econômicos promovidos como forma de retaliação ao seu programa nuclear.  Em março de 2025, um real brasileiro estava cotado a cerca de 7.225 riais iranianos, um euro valia cerca de 45.600 riais e um dólar americano valia cerca de 42.000 riais.

### Digital Rial
Rial Digital ou Moeda Nacional do Irã é um tipo de moeda que de acordo com anúncio do Banco Central da República Islâmica do Irã, seu lançamento é baseado no Rial Moderno.

## Impressão
A Security Paper Mill (denominada TAKAB) é uma fábrica de papel e uma subsidiária do Banco Central do Irã responsável pela produção de papéis de segurança, incluindo as notas de rial iraniano localizadas na cidade de Amol.